# Rosa Newmarch

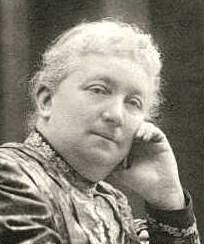
Rosa Newmarch

Rosa Harriet Newmarch (* 18. Dezember 1857 in Leamington Spa; † 9. April 1940 in Worthing) war eine englische Musikschriftstellerin.

## Leben und Werk
Rosa Newmarch, geb. Jeaffreson, war Tochter eines Arztes und Enkelin des Dramatikers James Kenney. 1883 heiratete sie Henry Charles Newmarch. Ab 1897 reiste sie mehrfach – zuletzt 1915 – nach Russland und arbeitete in der Kaiserlichen Bibliothek von St. Petersburg unter Betreuung von Wladimir Stassow. Mit Vorträgen, Abhandlungen und Monographien über russische Musik und Kunst förderte sie entsprechendes Interesse in ihrem Heimatland. Zur 2., 3. und 4. Auflage des Grove Dictionary of Music and Musicians steuerte Rosa Newmarch mehrere Artikel über russische Komponisten bei. Von 1908 bis 1927 verfasste sie die Programme für Konzerte in der Londoner Queen’s Hall.
Rosa Newmarch übertrug russische Opernlibretti ins Englische und schrieb zudem eigene Gedichte, von denen Edward Elgar mehrere vertonte („Death on the Hills“ op. 72, Two part-songs op. 73). Nachdem aus politischen Gründen keine Russlandreisen mehr möglich waren, befasste sie sich insbesondere mit tschechischer Musik. Leoš Janáček reiste auf ihre Einladung hin 1926 nach England und widmete ihr seine Sinfonietta. Außerdem pflegte sie eine jahrzehntelange Freundschaft mit Jean Sibelius.